# Требелиан
Требелиан (на латински: Trebellianus), също и Требатий, е предполагаем, може би измислен, римски узурпатор през управлението на император Галиен 260 – 268 г.
Името на Требелиан е включено в списъка на Тридесетте тирани в История на императорите (на латински: Historia Augusta). Според същото произведение Требелиан е бил разбойник от Киликия, който се укрепил в планинската крепост Palatium в Исаврия, обявил се за император и дори издавал монети (няма безспорни доказателства за това). Убит е от един от генералите на Галиен.
Името на Требелиан е споменато и в Breviarium на Евтропий.